# Tynaarlo
Tynaarlo hollandiai község Hollandiában, Drenthe tartományban. Lakosainak száma 34 592 fő (2023. január 1.).

## Földrajza
Tynaarlo Groningen, Hoogezand-Sappemeer, Haren, Aa en Hunze, Noordenveld és Assen községekkel határos.

## Testvértelepülések
- Pitești